# (32152) 2000 LK34
2000 LK34 (asteroide 32152) é um asteroide da cintura principal. Possui uma excentricidade de 0.21672500 e uma inclinação de 6.61743º.
Este asteroide foi descoberto no dia 3 de junho de 2000 por LONEOS em Anderson Mesa.